# Bagnomyszki
Bagnomyszki (Delanymyini) – plemię gryzoni z podrodziny skałomyszy w obrębie (Petromyscinae) rodziny malgaszomyszowatych (Nesomyidae).

## Rozmieszczenie geograficzne
Plemię obejmuje jeden żyjący współcześnie gatunek występujący w środkowej Afryce.

## Podział systematyczny
Do plemienia należy jeden występujący współcześnie rodzaj:
- Delanymys Hayman, 1962 – jedynym przedstawicielem jest Delanymys brooksi Hayman, 1962 – bagnomyszka górska

Opisano również rodzaje wymarłe:
- Harimyscus Mein, Pickford & Senut, 2000[7] – jedynym przedstawicielem był Harimyscus hoali Mein, Pickford & Senut, 2000
- Stenodontomys Pocock, 1987[8]